# Powiat Drawski

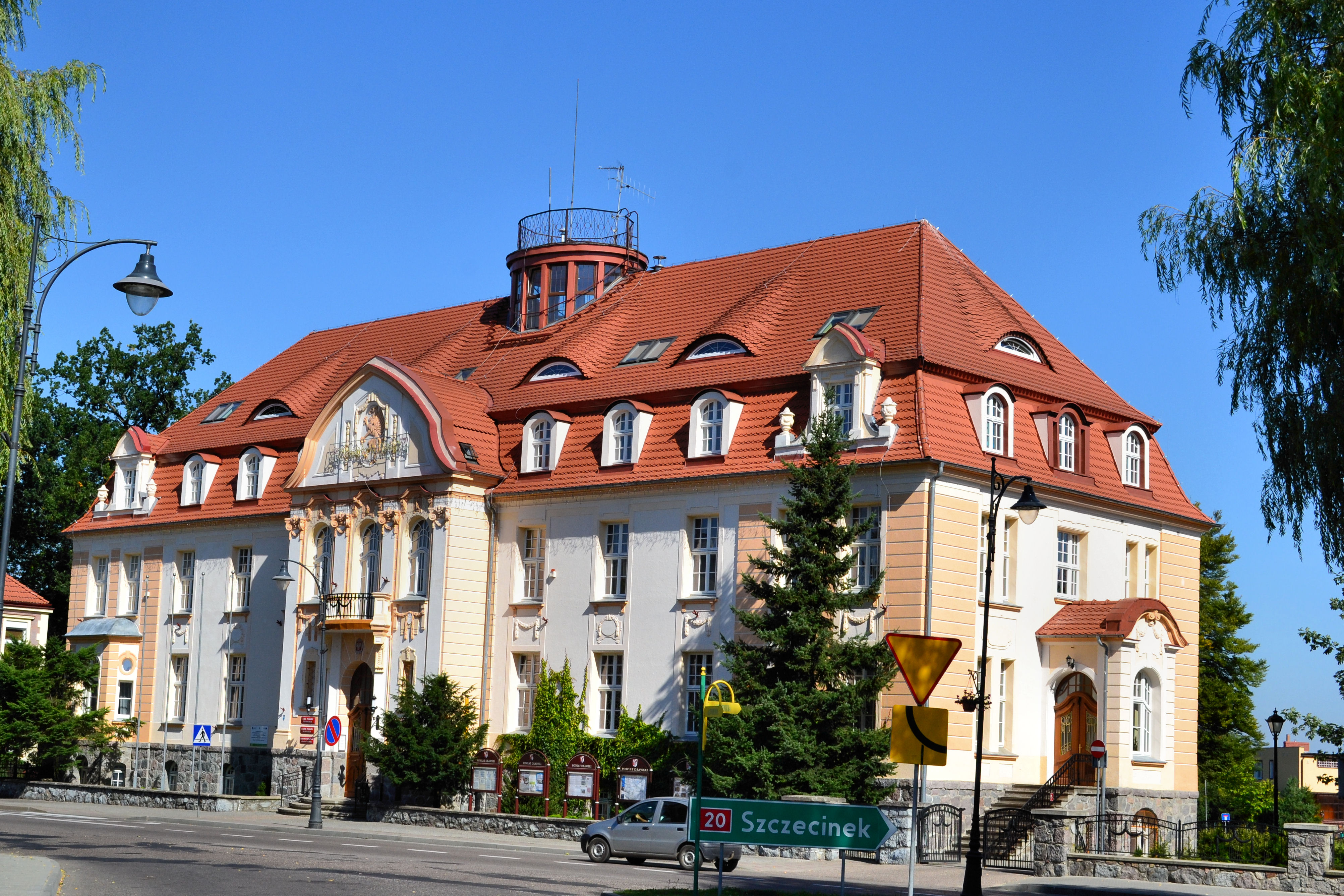
Das Amt des Landrates in Drawsko

Der Powiat Drawski ist ein Powiat (Kreis) im Südosten der Woiwodschaft Westpommern in Polen.

## Gemeinden
Der Powiat Drawski umfasst insgesamt fünf Gemeinden: Vier Stadt-und-Land-Gemeinden und eine Landgemeinde:
- Czaplinek (Tempelburg)
- Drawsko Pomorskie (Dramburg)
- Kalisz Pomorski (Kallies)
- Landgemeinde Wierzchowo (Virchow)
- Złocieniec (Falkenburg)

## Partnerschaften
- Gemeinde Feldberger Seenlandschaft, Deutschland
- Landgemeinde Keila, Estland
- Kreis Segeberg, Deutschland